# Manuel Rico
Manuel Rico Avello (né à Luarca le 20 décembre 1886 et mort à Madrid le 23 août 1936) est un avocat et un homme politique espagnol et républicain.

## Biographie
Député de la seconde république en 1931, il entre au gouvernement en 1933 puis est haut commissaire au Maroc en 1934 avant de revenir au gouvernement en 1935. Il occupa le poste de ministre de l'Intérieur et de ministre du Trésor dans le gouvernement de la Seconde République espagnole.
En février 1936, il est élu député (de droite) de Murcie.
Arrêté par les milices républicaines au lendemain du soulèvement militaire du 17 juillet 1936, il est incarcéré et exécuté le 23 août 1936 sur ordre d'un tribunal populaire improvisé.